# سیراب (رزن)
سیراب (رزن)، روستایی از توابع بخش مرکزی شهرستان رزن در استان همدان ایران است.

## جمعیت
این روستا در دهستان رزن قرار دارد و براساس سرشماری مرکز آمار ایران در سال ۱۳۹۵، جمعیت آن ۳۵۹ نفر (۱۰۲ خانوار) بوده‌است.